# Harald Renz

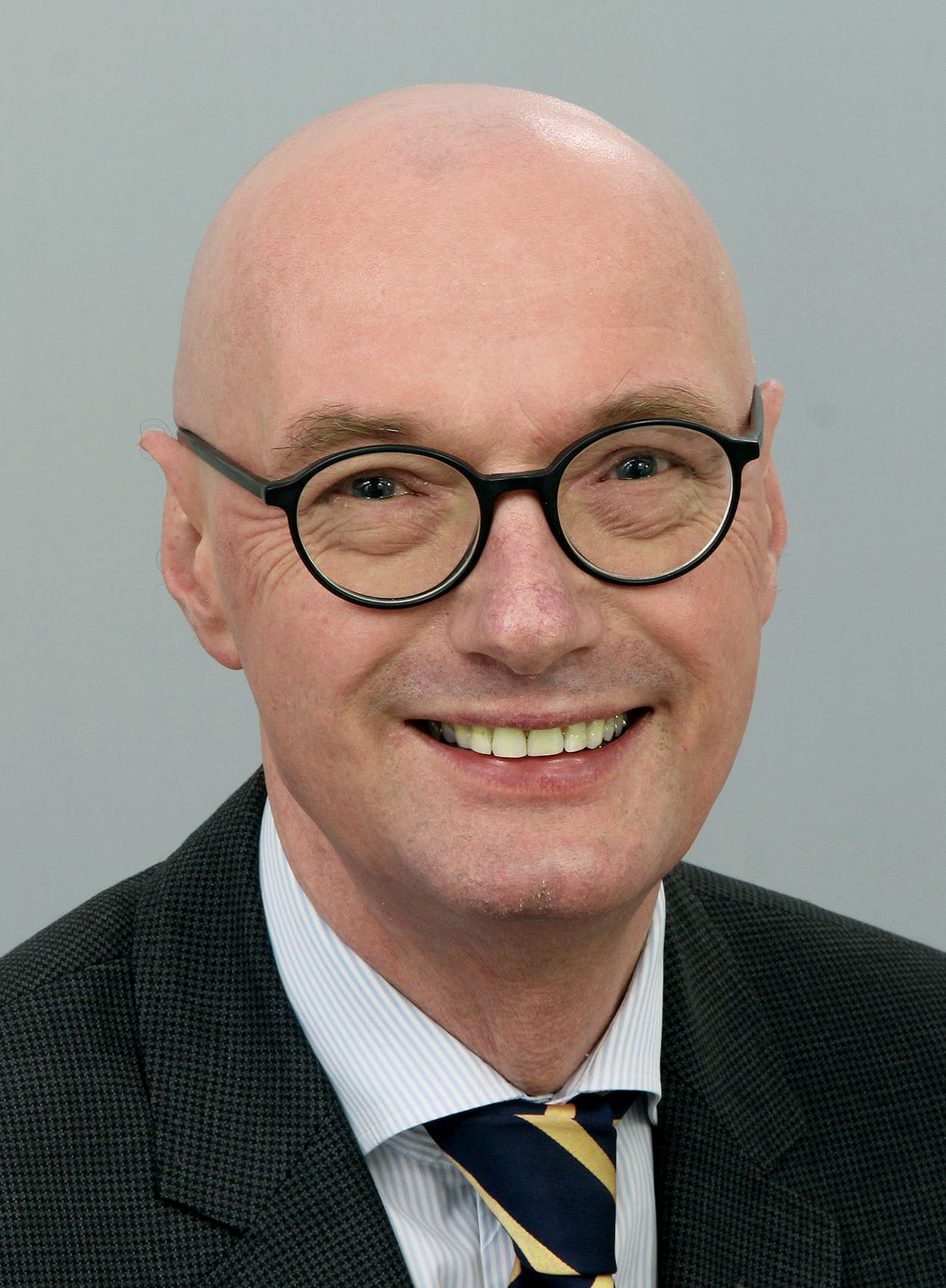
Harald Renz (2017)

Harald Renz (* 22. Oktober 1960 in Bremerhaven) ist ein deutscher Mediziner und Direktor sowie Professor des Instituts für Laboratoriumsmedizin des Universitätsklinikums Gießen und Marburg. Er ist außerdem Präsident der Deutschen Gesellschaft für Klinische Chemie und Laboratoriumsmedizin (DGKL).

## Werdegang
Renz wurde 1960 in Bremerhaven geboren. Er absolvierte dort sein Abitur am Geschwister-Scholl-Gymnasium und war Schülersprecher.
Er begann 1979 sein Studium der Humanmedizin an der Philipps-Universität Marburg und schloss dieses 1986 an der Neurologischen Universitätsklinik mit einer Dissertation über Schweregradanalyse bei Patienten mit Parkinson-Syndrom: Ein Vergleich zwischen klinischen Bewertungsskalen, ortsgebundenen- und telemetrischen EMG-Ableitungen und lichtspurfotografischen Untersuchungen ab.
Seit 1994 ist er Facharzt für Laboratoriumsmedizin und trägt die Zusatzbezeichnung Allergologie. Im Jahre 1995 folgte die Habilitation über Immunpathogenetische Konzepte allergischer Erkrankungen. In den Jahren 1993 bis 1999 war Renz als Oberarzt am Institut für Laboratoriumsmedizin und Pathobiochemie am Universitätsklinikum Charité, Berlin, tätig.
Seit 1999 ist Renz Professor der Philipps-Universität Marburg. 2011 wurde er stellvertretender Sprecher des Universitäten Gießen and Marburg Lung Center (UGMLC), einem von fünf Standorten des 2012 gegründeten Deutschen Zentrums für Lungenforschung (DZL). Von 2015 bis 2021 war er CMO (Chief Marketing Officer) des Universitätsklinikums Gießen und Marburg GmbH, Standort Marburg, und stellvertretender Sprecher des Medical Board (Schnittstelle zwischen medizinischen Personal und Geschäftsführung) der Rhön-Klinikum AG. Zudem war er von 2010 bis 2016 Präsident der Deutschen Gesellschaft für Allergologie und Klinische Immunologie (DGAKI) und ist seit 2022 Präsident der Deutschen Gesellschaft für Klinische Chemie und Laboratoriumsmedizin (DGKL).
Sein Forschungsinteresse gilt der Pathogenese von Allergien und Asthma. Renz leistete Beiträge auf dem Gebiet der Entstehung von Asthma unter Berücksichtigung der prä- und postnatalen Umwelt. Sein H-Index als Wissenschaftler auf diesem Gebiet beträgt 76 (Stand 08/2021). Er wurde mehrfach mit hochdotierten Preisen geehrt.
Er hat mehrere Gastprofessuren im Ausland inne. Er ist Mitbegründer des auf Labormedizin spezialisierten Unternehmens Vital Medics in Tansania.
Renz und seine Frau wohnen in Marburg und sind Eltern zweier Kinder.

## Koordinationsaufgaben (Auswahl)
- 2003–2009: Gründungsdirektor des Biomedizinischen Forschungszentrums (BMFZ) der Medizinischen Fakultät der Philipps-Universität Marburg
- 2007–2010: Standort-Koordinator des EU TEMPUS-Programms (New Medical Curriculum at Syrian Universities)
- seit 2011: Koordinator des Unterstandorts Marburg des UGMLC (Universities of Giessen and Marburg Lung Center),
- seit 2015: Stellvertretender Sprecher des Medical Board der Rhön-Klinikum AG
- 2015–2021: Ärztlicher Geschäftsführer des Universitätsklinikums Gießen und Marburg GmbH (UKGM), Standort Marburg
- seit 2018: Koordinator Marburg im MIRACUM-Netzwerk (Medizin-Informatik-Initiative der Bundesregierung; Netzwerk mit 12 Universitätskliniken)
- seit 2020: Koordinator der NUM-Initiative (Netzwerk Universitätsmedizin SARS-CoV-2/COVID-19)

## Internationale Aktivitäten (Auswahl)
- seit 1992: Research Associate der National Jewish Center for Immunology and Respiratory Medicine, Denver, USA
- seit 2011: Verschiedene Gast-Professuren, u. a.  Harvard Medical School, Boston (USA), Hebrew University Jerusalem (Israel), Erste Staatliche Medizinische Setschenow-Universität Moskau (Russland)
- seit 2018: Koordination Klinikspartnerschaft (Programm des Entwicklungshilfeministeriums) mit Kilimanjaro Christian Medical Center (KCMC) Moshi, Tansania

## Funktionen in Fachgesellschaften
- 1998–2003: Sekretär und Sprecher der Sektion Immunologie in der European Academy of Allergology and Clinical Immunology (EAACI)
- 1998–2018: Sektionssprecher, Generalsekretär und (Past)-Präsident der Deutschen Gesellschaft für Allergologie und Klinische Immunologie e.V. (DGAKI)
- 2015–2016, seit 2018: Vizepräsident, seit 2022: Präsident der Deutschen Gesellschaft für Klinische Chemie und Laboratoriumsmedizin (DGKL)

## Funktionen in der akademischen Selbstverwaltung (Auswahl)
- seit 2011: Gewähltes Mitglied des Senats der Philipps-Universität Marburg
- 2008–2014: Strukturkommission des Fachbereichs Medizin der Philipps-Universität Marburg

## Ehrungen (Auswahl)
- 1996: Karl Hansen-Gedächtnispreis DGAKI[1] und Herbert-Herxheimer-Preis DGAKI
- 2017: Paul-Martini-Preis für Innovative Medikamentenentwicklung[2][3]
- 2024: Erich Fuchs Preis für das Fach Allergologie[4][5]

## Schriften (Auswahl)
Herausgeberschaft
- Praktische Labordiagnostik. Ein Lehrbuch zur Laboratoriumsmedizin, Klinischen Chemie und Hämatologie. De Gruyter, Berlin/New York 2010, ISBN 978-3-11-019576-7, DOI:10.1515/9783110212044.
- mit Werner Heppt, Martin Röcken: Allergologie. Springer, Berlin/Heidelberg 2013, ISBN 978-3-662-05660-8, DOI:10.1007/978-3-662-05660-8.
- Der Corona Atlas. De Gruyter, Berlin 2022, ISBN 978-3-11-075257-1, DOI:10.1515/9783110752595.